# Brunnslock
Brunnslock, manhålslucka, manlucka och däcksellock (alt. däxellock) är olika skydd över olika installationer i gator, trottoarer och gångvägar. Manhålsluckor är större lock över manhål för att ge access till installationer under mark, såsom avloppsbrunnar, tankar och annat. Andra kan vara mindre såsom lock över ventiler och polygonpunkter.

## Terminologi
Ordet "manlucka" finns belagt i svenska språket sedan 1897.
Orden "däxel" och "betäckning" finns belagda 1920 i en diskussion på Svenska kommunaltekniska föreningens årsmöte i Landskrona. En kuriös debatt förekom på detta möte kring ordet däxel, utgående från ett "Förslag och yttrande rörande normalisering av däxlar". Termen däxel förordades av sydsvenska delegater, medan nordsvenska föredrog betäckning. Bland annat dåvarande VA-chefen i Malmö, Ivar Wendt, argumenterade för ordet däxel men det blev ordet betäckning som segrade. I ett referat av mötet skriver Eber Ohlsson Trots att det nästan gått 80 år sedan dess, används i de södra regionerna fortfarande uttrycket däxel. Det kan ha sin förklaring i, att för en skåning är betäckning något helt annat.
Beteckningen däxel eller däcksel är både ram och lock.

## Beskrivning
Via ett manhål kan tanken eller avloppsledningen inspekteras eller repareras. En del av de stora luckorna över brunnar avsedda för nedstigning var tidigare kvadratiska. Det innebar en olycksrisk, eftersom locket kunde falla ned i brunnen diagonalt genom öppningen. Numera görs därför manhålsöppningarna cirkulära – en lucka till en sådan öppning kan aldrig falla ner i manhålet. Manluckor tillverkas i regel i gjutjärn och visar ofta stadens vapen eller ett företagsemblem.

## Manlucka i konst/kultur

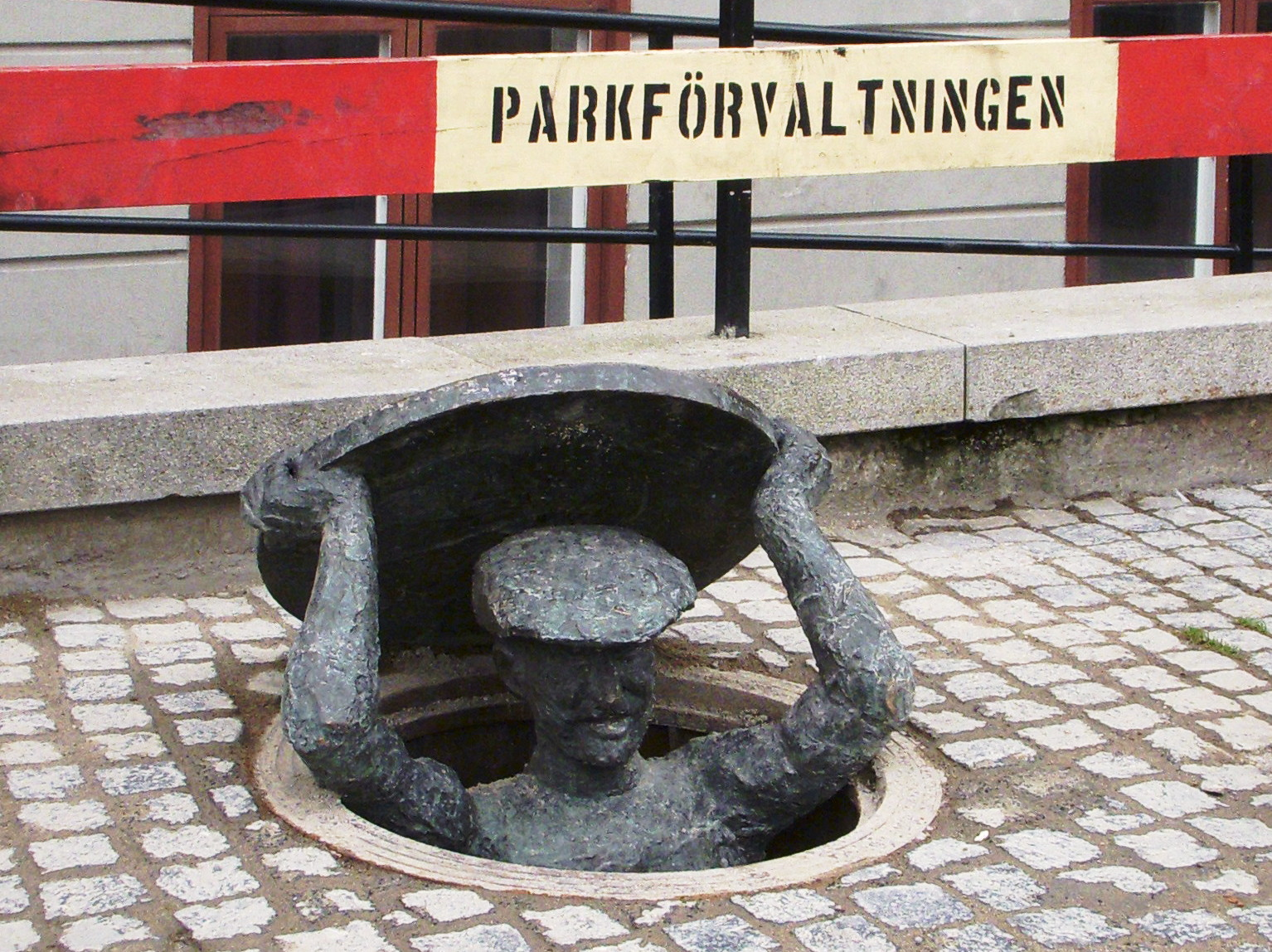
Humor på Södermalmstorg, 2011.

En manlucka finns med i en skulptur som heter Humor skapad 1967 av konstnären Karl Göte Bejemark. Skulpturen visar en gatuarbetare med Hasse Alfredsons anletsdrag som tittar fram ur ett manhål i gatan (ursprungligen Hamngatan i Stockholm och sedan 2011 på Södermalmstorg). K.G. Bejemark ville genom skulpturen, som han bekostade själv, hylla Alfredson efter att denne utsetts till Sveriges roligaste person i en pristävling, anordnad av veckotidningen Bildjournalen 1967.
I Eldarevalsen beskriver Evert Taube hur han blir instängd i ångpannan när manluckorna skruvades på.

## Förkortningar
I Sverige finns ett system för körbara manhålsluckor i gjutjärn, med ett antal bokstäver på ovansidan som meddelar vad brunnen har för funktion:
- A - Avlopp, se även A-brunn
- BP - Brandpost
- D - Dagvattenbrunn, se även dagvatten (D på ett tätt brunnslock kan också vara en kopplingspunkt för olika dagvattenbrunnar och -system)
- EL - Elledning
- FK - Fjärrkyla
- FV - Fjärrvärme
- GAS - Gasledning
- K - Kloak
- NB - Nedstigningsbrunn
- PB - Perkolationsbrunn (låter vattnet filtrera ut i den omgivande marken)
- R - Rensbrunn
- S, SV - Serviceventil till fastighet
- SOP - Sopsug
- TELE - Telefonkabel
- V - Vattenledning
- Δ - Polygonpunkt (geodetisk mätpunkt)

## Bildgalleri
Ett urval av manluckor med motiv.

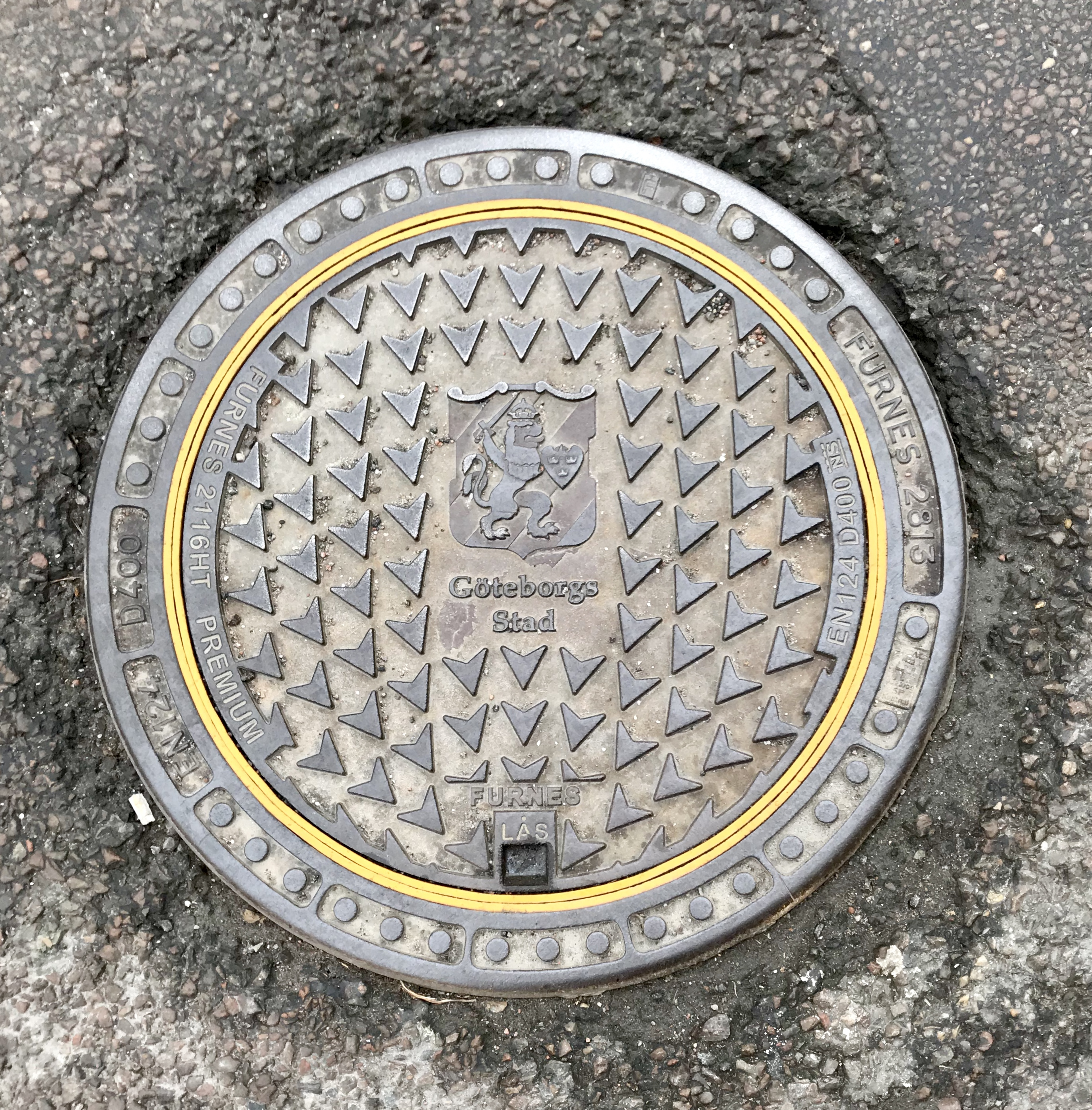
Göteborg
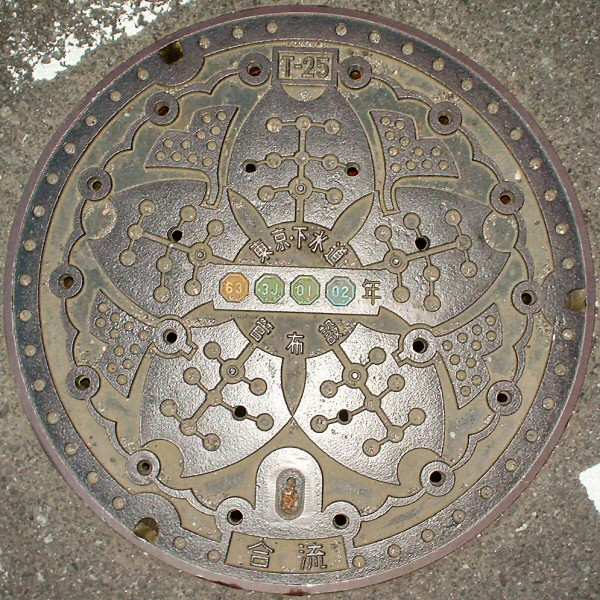
Tokyo
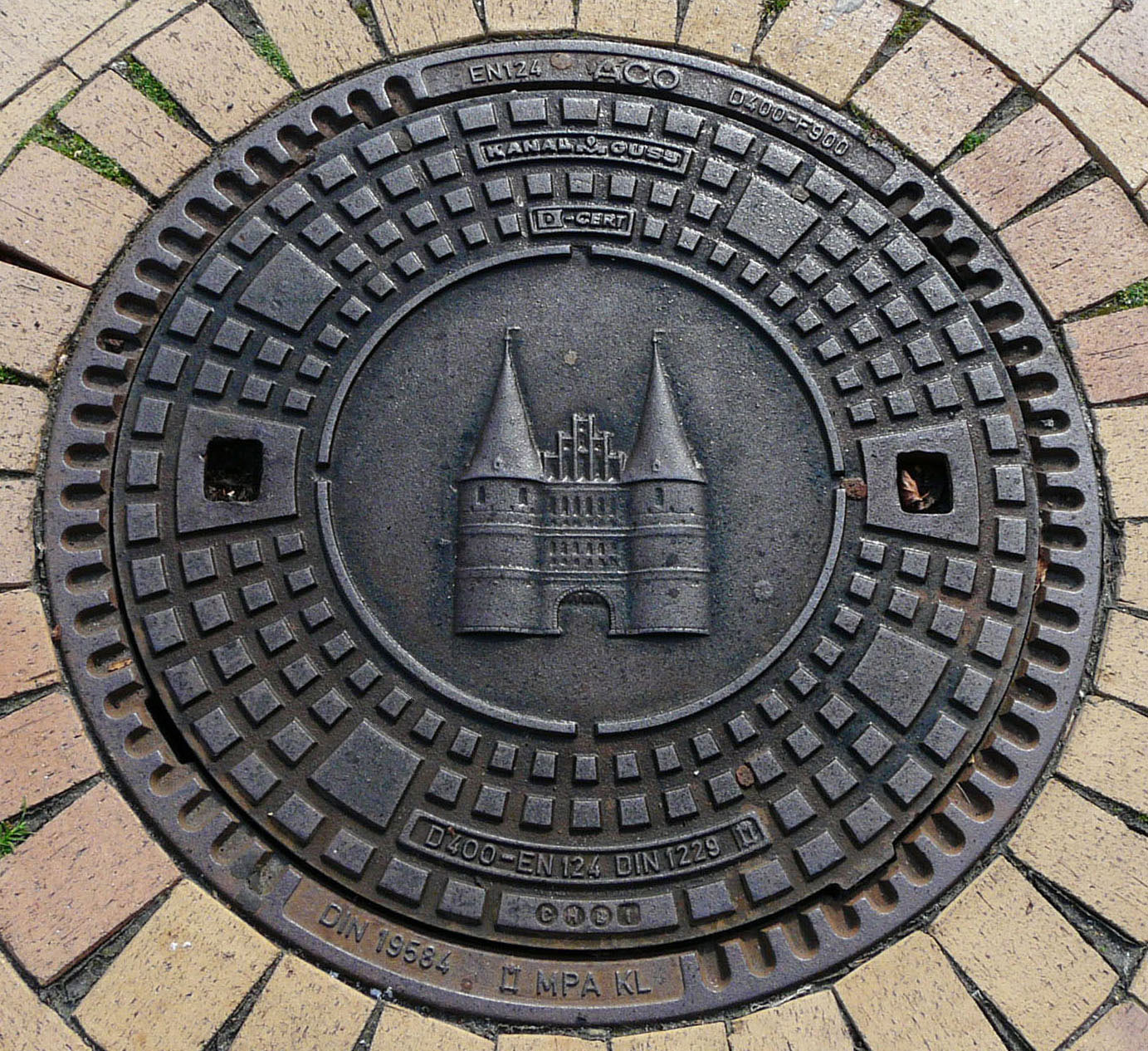
Lübeck
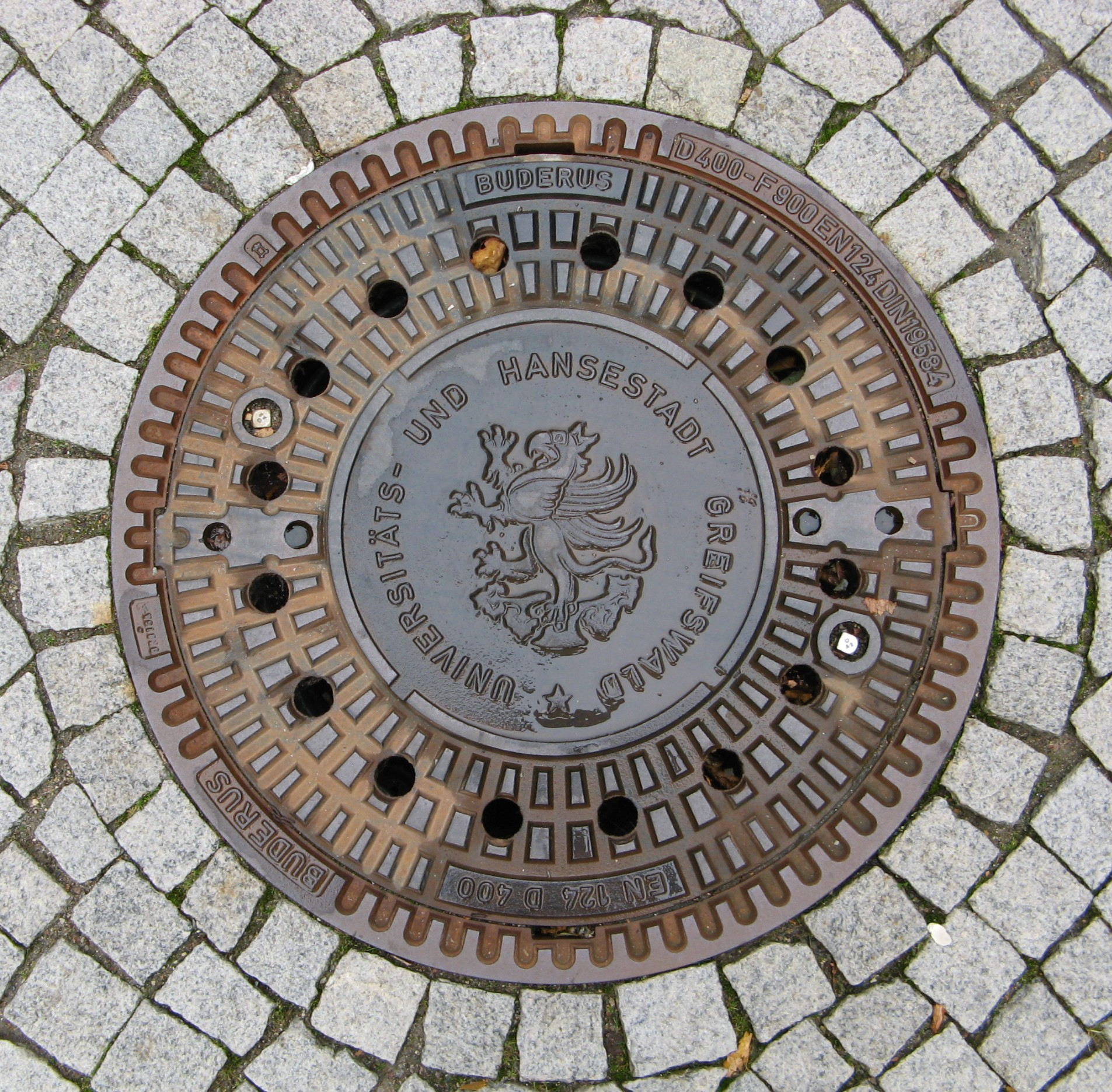
Greifswald
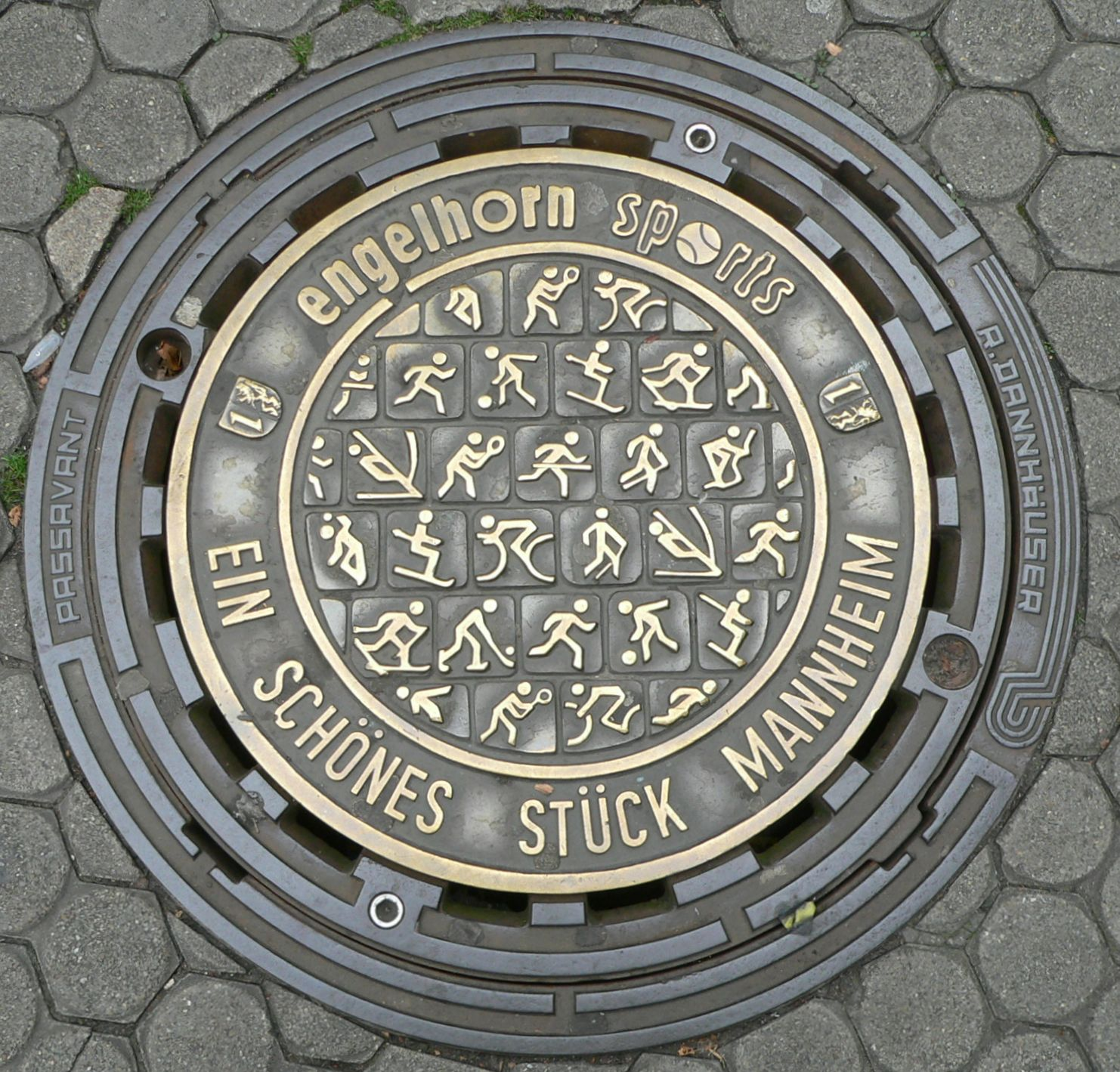
Mannheim
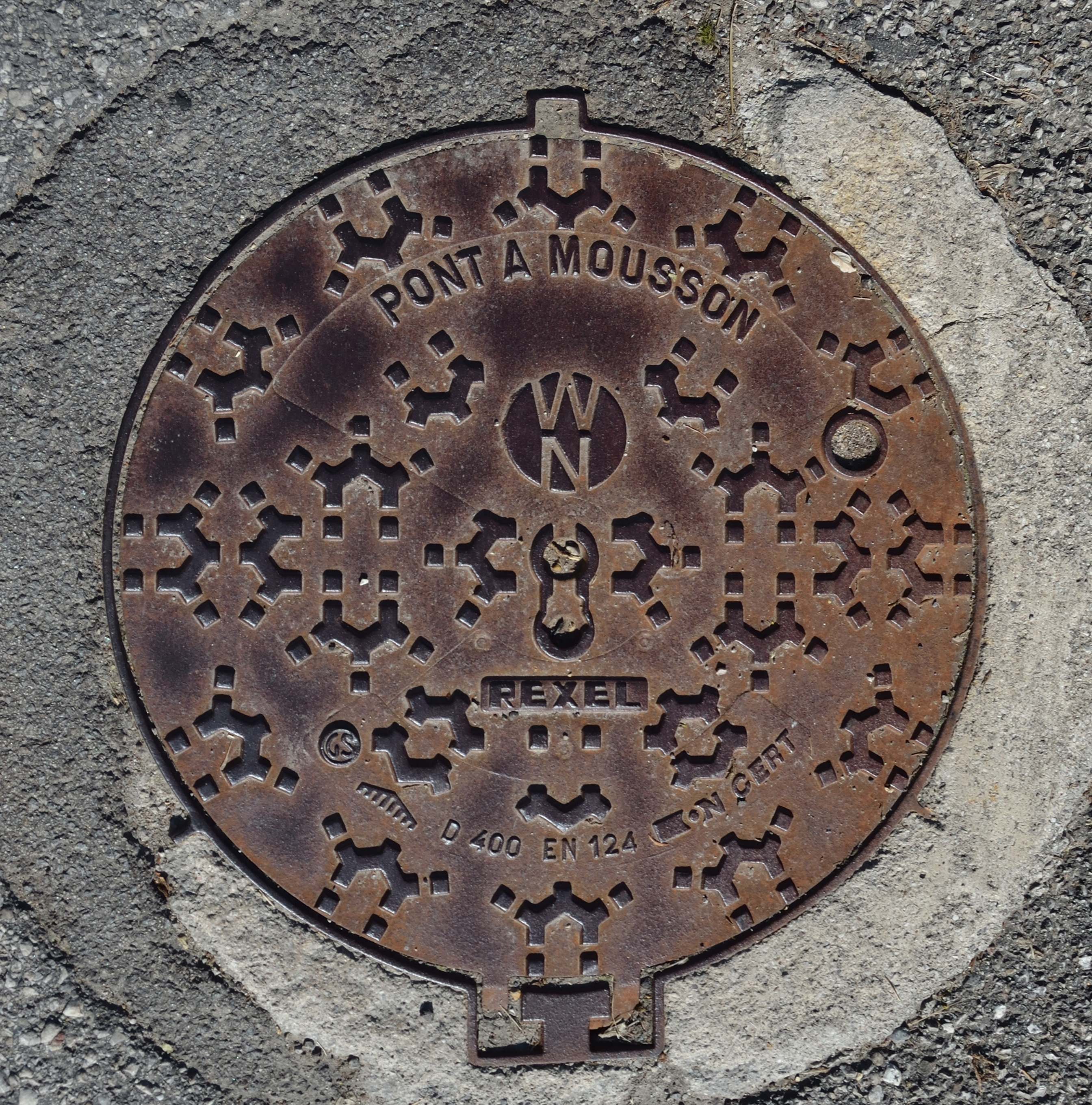
Österrike
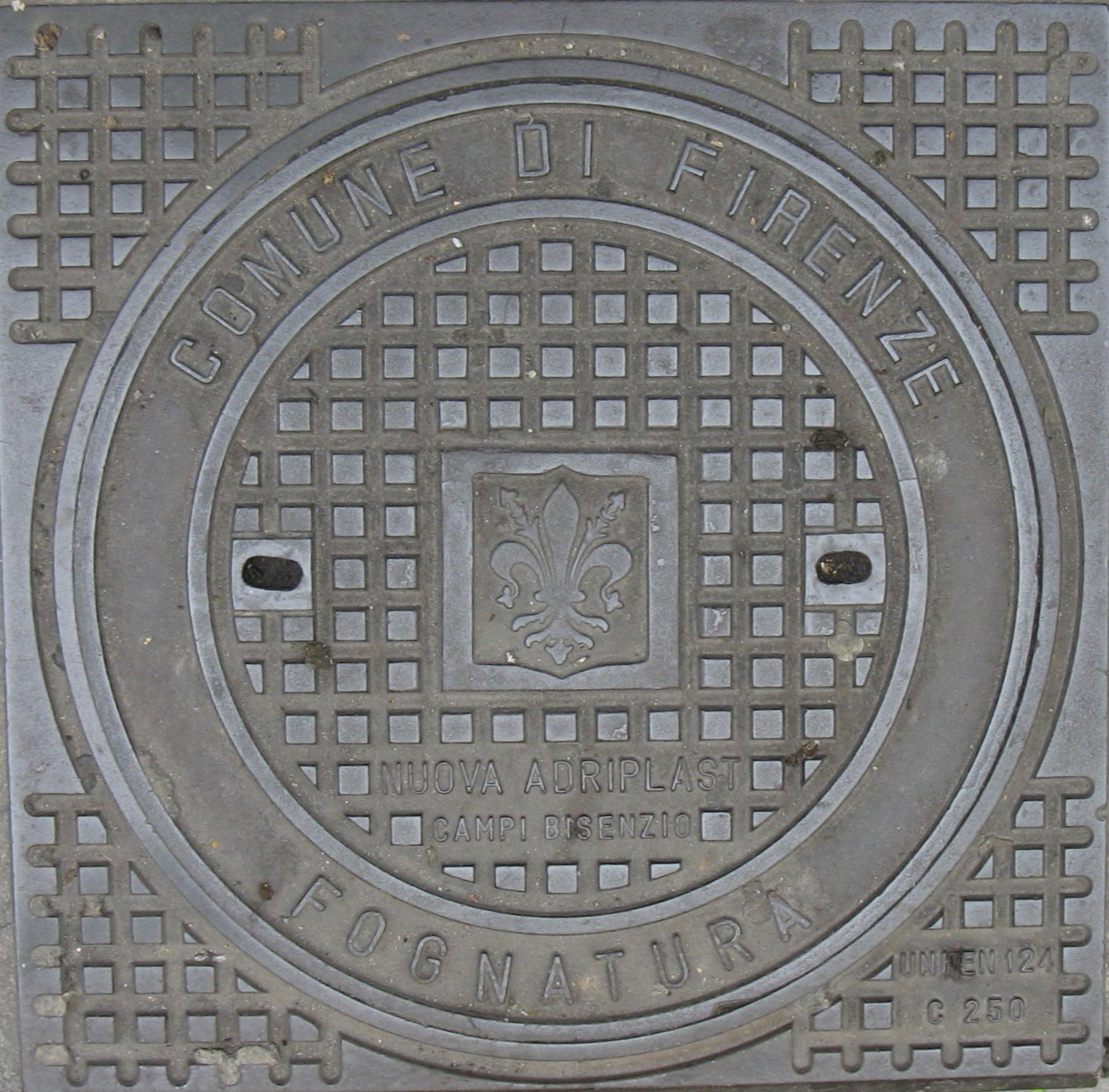
Florens
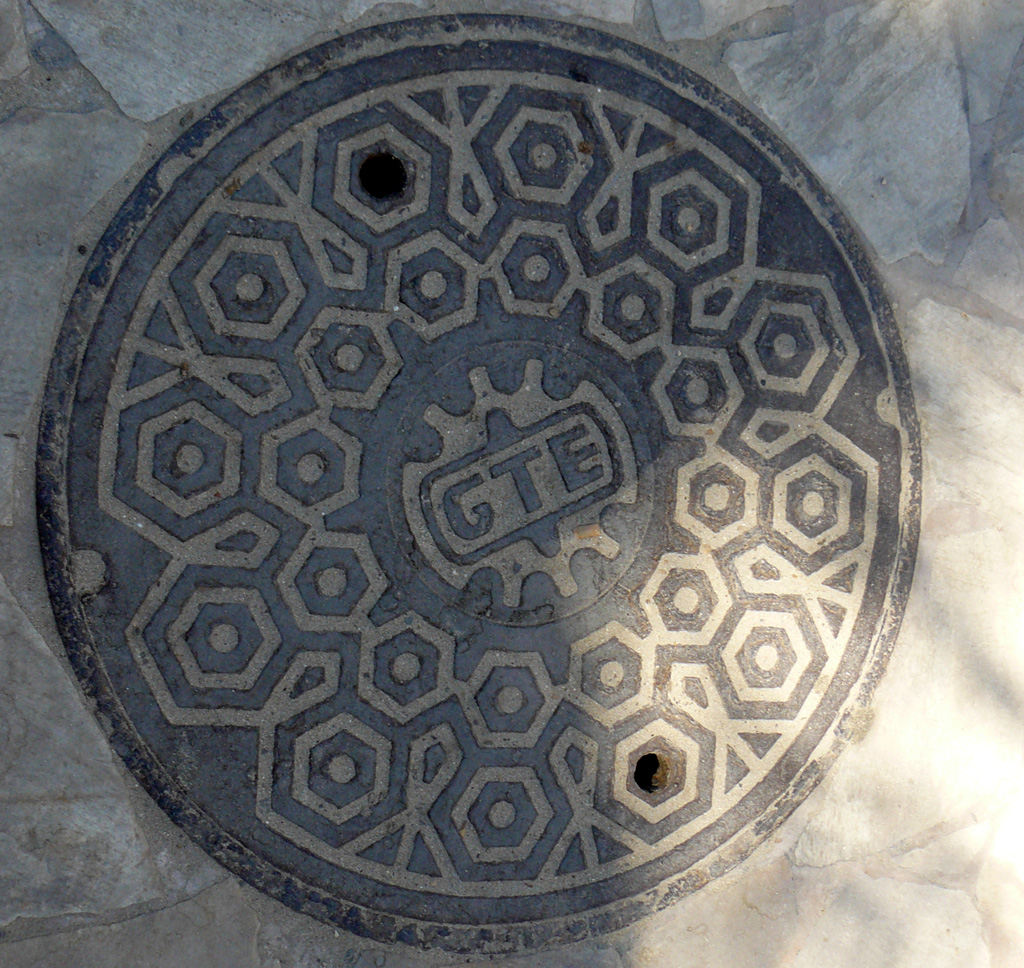
Hawaii
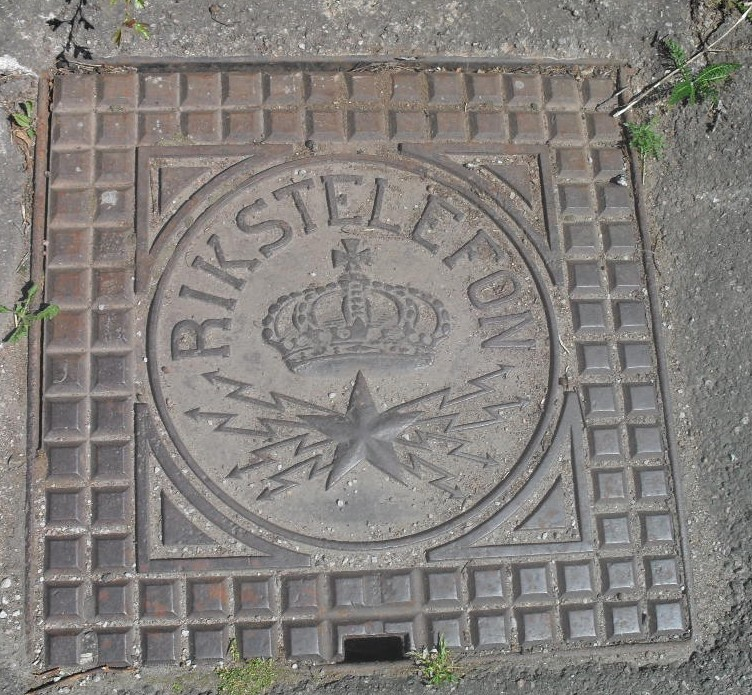
Rikstelefon